# 770
770 (DCCLXX) fue un año común comenzado en lunes del calendario juliano, en vigor en aquella fecha.

## Acontecimientos
- Offa de Mercia somete al reino de Kent.
- La reina franca Bertrada acuerda una alianza de su hijo Carlos con el rey lombardo Desiderio gracias al matrimonio del rey franco con Desiderata la hija de éste.

## Nacimientos
- Al-Hakam I, tercer emir independiente de Córdoba.
- Egberto, rey de Wessex.

## Fallecimientos
- Du Fu, poeta chino durante la época de la Dinastía Tang.